# Забріна Гевара
Забріна Ґевара (англ. Zabryna Guevara) — американська акторка. Відома ролями Меланії Ортіз у телесеріалі «3 фунти» та Сари Ессен у телесеріалі «Ґотем».

## Життєпис
Народилася 12 січня 1972 року в США. Має латиноамериканське та африканське коріння. Дебютувала 1997 року, виконавши роль Люсіти в одному з епізодів телесеріалу «Закон і порядок». З того часу зіграла цілу низку ролей у кіно та на телебаченні. 2013 року на театральній сцені виконала роль Язмін у п'єсі «Води повною ложкою» (авторка — К'яра Алегрія Юдс), яка здобула Пулітцерівську премію. 2014 року з'явилася у фільмі «Люди Ікс: Дні минулого майбутнього». У 2014—2015 роках входила до акторського складу телесеріалу «Готем», де зіграла роль Сари Ессен, капітанки відділу вбивств поліцейського департаменту Готем-Сіті, а 2017 року виконала роль Місіс Філіпс у фільмі «Неймовірна Джессіка Джеймс».

## Фільмографія

### Кіно
| Рік  | Назва                              | Оригінальна назва            | Роль              |
| ---- | ---------------------------------- | ---------------------------- | ----------------- |
| 1997 | Готель Мейнор Інн                  | The Hotel Manor Inn          | Деніз             |
| 2003 | Шепіт                              | Whispers                     | Жінка у потягу    |
| 2005 | Усі одягнені                       | Everyone's Depressed         | Донна             |
| 2008 | Марлі та я                         | Marley & Me                  | Медсестра         |
| 2009 | Нянька за викликом                 | The Rebound                  | Вчителька в музеї |
| 2010 | Все найкраще                       | All Good Things              | Офіціантка        |
| 2010 | Знедолена                          | Pariah                       | Місіс Ельварадо   |
| 2011 | Крик у небо                        | Yelling to the Sky           | Араселі Оріоль    |
| 2012 | Прокляття моєї матері              | The Guilt Trip               | Службовиця K-mart |
| 2014 | Люди Ікс: Дні минулого майбутнього | X-Men: Days of Future Past   | Секретарка Траска |
| 2017 | Неймовірна Джессіка Джеймс         | The Incredible Jessica James | Місіс Філіпс      |
| 2019 | Ковтай                             | Swallow                      | Еліс              |

### Телебачення
| Рік       | Назва                               | Оригінальна назва                 | Роль                           | Примітки                               |
| --------- | ----------------------------------- | --------------------------------- | ------------------------------ | -------------------------------------- |
| 1997      | Закон і порядок                     | Law & Order                       | Люсіта                         | Епізод: «Harvest»                      |
| 2001      | Клан Сопрано                        | The Sopranos                      | Клерк                          | Епзод: «Employee of the Month»         |
| 2002      | Закон і порядок: Спеціальний корпус | Law & Order: Special Victims Unit | Енні Колон                     | Епізод: «Protection»                   |
| 2003      | Закон і порядок                     | Law & Order                       | Сальма                         | Епізод: «Bitch»                        |
| 2005      | Закон і порядок: Спеціальний корпус | Law & Order: Special Victims Unit | Джулія Ортіз                   | Епізод: «911»                          |
| 2006      | 3 фунти                             | 3 lbs                             | Меланія Ортіз                  | 6 епізодів                             |
| 2011      | Майбутнє твердить                   | Future States                     | Джіна                          | -                                      |
| 2011      | Підозрюваний                        | Person of Interest                | Моніка Рамірез                 | Епізод: «Judgement»                    |
| 2012      | Блакитна кров                       | Blue Bloods                       | Ангела                         | Епізод: «Women With Guns»              |
| 2012      | CSI: Місце злочину                  | CSI: Crime Scene Investigation    | Доктор Емі Беркман             | Епізод: «Dune and Gloom»               |
| 2012      | Загальне право                      | Common Law                        | Марта Перез                    | Епізод: «In-Laws vs. Outlaws»          |
| 2012      | Чорна мітка                         | Burn Notice                       | Айн                            | 4 епізоди                              |
| 2014–2015 | Ґотем                               | Gotham                            | Сара Ессен                     | Головний акторський склад (24 епізоди) |
| 2016      | Віджиг                              | The Get Down                      | Лідія Круз                     | 6 епізодів                             |
| 2016      | Медики Чикаго                       | Chicago Med                       | Меган Скотт                    | 2 епізоди                              |
| 2017      | Розповідь служниці                  | The Handmaid's Tale               | Місіс Кастійо                  | Епізод: «A Woman's Place»              |
| 2018      | Розкажи мені казку                  | Tell Me a Story                   | Детективка поліції Рене Гарсіа | головна роль                           |

### Театр
| Рік  | Назва              | Оригінальна назва     | Роль  | Примітки                      |
| ---- | ------------------ | --------------------- | ----- | ----------------------------- |
| 2013 | Води повною ложкою | Water by the Spoonful | Язмін | на сцені Театру Секонд Стейдж |